# Jean Leulliot
Jean Leulliot (* 15. Juli 1911; † 2. Februar 1982) war ein französischer Sportjournalist und Organisator von Radrennen.

## Journalistische Anfänge
In seiner Jugend war Jean Leulliot selbst aktiver Radrennfahrer. 1931 begann er seine journalistische Laufbahn bei der Radsportzeitschrift L’Auto, als Schützling des Chefredakteurs und Begründers der Tour de France, Henri Desgrange. 1937 übertrug ihm Desgrange die Betreuung der französischen Mannschaft bei der Tour. 1938 arbeitete er mit dem Drehbuchautor Jean Antoine für dessen Film Pour le Maillot Jaune zusammen, der während der Tour 1938 gedreht wurde.
Im September 1939 war Leulliot als Berichterstatter bei den Bahnweltmeisterschaften in Mailand, die wegen des Ausbruchs des Zweiten Weltkriegs jedoch abgebrochen wurden. Später berichtete er von seiner letzten Begegnung mit dem in Frankreich populären deutschen Bahn-Weltmeister im Sprint von 1932, Albert Richter: „Richter kam zu uns ins Hotel [...]. Es war ein ergreifender Moment, als Richter uns unter vier Augen sein Herz öffnete. Bald [...], sehr bald sehen wir uns wieder, versicherte er uns. Dann werden wir frei sein. Aber in den schlimmsten Momenten, die wir durchmachen werden, vergeßt nie, daß ihr da drüben einen Freund habt.“ Wenige Monate später, am 2. Januar 1940, starb Richter im Gefängnis von Lörrach, mutmaßlich ermordet von der Gestapo.

## Während der deutschen Besatzung
Während der Besatzung Frankreichs durch die deutsche Wehrmacht leitete Leulliot die Sportredaktion der Zeitschrift La France socialiste, die die Kollaboration mit den Deutschen unterstützte. In dieser Zeit begann er, mit dem Wohlwollen der Deutschen, Radrennen zu organisieren, darunter den Circuit de France als Ersatz für die Tour de France sowie einen Cyclo-Cross de Montmartre. Für den Circuit de France 1942 erhielt Leulliot von den deutschen Besatzern zusätzliche Lebensmittelrationen, Benzin und Radmaterial.
Im Juni 1942 reiste Leulliot zur Spanien-Rundfahrt und kehrte nach Frankreich zurück mit der Überzeugung, dass man trotz des Krieges eine große Rundfahrt organisieren könne. Der Direktor der Tour, Jacques Goddet, untersagte es allerdings, die Bezeichnung Tour de France zu benutzen, und so wurde das Rennen Circuit de France genannt. Es wurde in sieben Etappen zwischen dem 28. September und dem 4. Oktober 1942 ausgetragen. Die Organisation erwies sich trotz deutscher Unterstützung als schwierig, da sich die Unternehmer nur widerstrebend finanziell engagierten. Dem französischen Straßenmeister Émile Idée drohte Leulliot mit einem Besuch der Gestapo, falls dieser sich weigere, zu starten. Das Rennen wurde indes ein Fiasko; 19 der 68 Teilnehmer gaben schon während der ersten Etappe auf, Etappen mussten gekürzt werden, und es wurden falsche Resultate angegeben. 1943 konnte Leulliot das Geld für die Tour nicht zusammenbekommen, und sie fiel aus.
Nach dem Krieg wurde Leulliot wegen Kollaboration angeklagt, doch alle seine Journalistenkollegen, auch Goddet, sprachen sich zu seinen Gunsten aus, so dass er straffrei blieb. Jean Bobet, der Bruder des Radweltmeisters Louison Bobet, veröffentlichte 2007 ein Buch über den Radsport in Frankreich während der Besatzungszeit und schrieb: „Jean Leulliot a été sauvé par les journalistes sportifs.“ (= „Jean Leulliot wurde von den Sportjournalisten gerettet.“)

## Nach dem Krieg
Ab den 1950er-Jahren begründete und organisierte Leulliot gemeinsam mit der Zeitschrift Route et Piste, die er selbst 1948 begründet hatte, weitere Rennen. 1951 übernahm er die Organisation von Paris–Nizza, das vorher Paris–Côte-d’Azur hieß, führte dort 1968 den Prolog ein und öffnete 1974 das Rennen als erstes Profirennen auch für Amateure. 1959 verlängerte er das Rennen bis nach Rom, ein Versuch, der jedoch nicht erfolgreich war und wieder aufgegeben wurde. Er organisierte zahlreiche weitere Rennen, wie 1954 eine Tour d’Europe für Amateure (als westliches Gegenstück zur Internationalen Friedensfahrt gedacht), eine erste Tour de France Féminin 1955, die Route de France, den Étoile des Espoirs und den Grand Prix de France. Zur Organisation der Rennen begründete er die Firma Monde Six.
Jean Leulliot starb 1982. Seine Tochter Josette folgte ihm in der Firma Monde Six, die 1999 von dem ehemaligen Radrennfahrer Laurent Fignon übernommen wurde; sein Sohn Jean-Michel Leulliot wurde auch Sportjournalist, seine Enkelin Valérie eine bekannte Sängerin.